# Mary Jane Patterson
Mary Jane Patterson, född 1840, död 1894, var en amerikansk lärare.
Hon blev 1862 den första afro-amerikanska kvinna som avlade filosofie kandidat-examen i USA (vid Oberlin College). Hon var dock inte den första afro-amerikanska kvinna som studerat vid ett universitet: det var Lucy Stanton vid Oberlin College 1851. 